# Захарченко-Шульц, Мария Владиславовна
Мари́я Владисла́вовна Заха́рченко-Шульц (урождённая Лысова, в первом браке Михно́; 3 декабря 1893, Пензенская губерния, Российская империя — 23 июня 1927, Полоцкий район, Витебская область, Белорусская ССР, СССР) — политическая деятельница Белого движения. Из дворян. Участница Первой мировой, Гражданской войн, галлиполиец, одна из лидеров Боевой организации РОВС, террористка, разведчица.

## Биография

### Становление личности

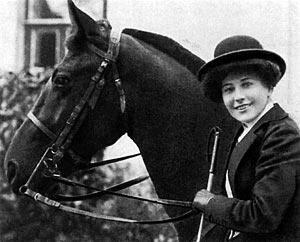
Мария в костюме жокея

Мария Владиславовна Лысова родилась в семье действительного статского советника Владислава Герасимовича Лысова. Мать Маши умерла вскоре после родов. Первые годы жизни Маша провела в Пензенской губернии, в родительском имении, и в городе Пензе, где получила хорошее домашнее воспитание. С юных лет лошади были её страстью. Продолжила обучение в Смольном институте, который окончила в 1911 году с золотой медалью. После окончания Смольного год провела на учёбе в Лозанне. Вернувшись в родное имение, она привела в порядок хозяйство и создала небольшой образцово-показательный конный завод. В 1913 году вышла замуж за участника японской войны, капитана Лейб-гвардии Семёновского полка Ивана Сергеевича Михно. Молодые поселились в Петербурге на Загородном проспекте, дом 54 — в этом доме были казённые квартиры для офицеров полка.

### Участие в Первой мировой войне
С началом Первой мировой войны Михно вместе с полком отбыл на фронт, где вскоре был тяжело ранен и умер на руках у жены. Спустя три дня после смерти мужа Мария родила дочь. Она приняла решение заменить собой на фронте место погибшего мужа. По Высочайшему разрешению, полученному при помощи императрицы и её старшей дочери, Мария, под именем своего первого мужа, — Михно, оставив дочь на попечении близких, в начале 1915 года поступила вольноопределяющимся в 3-й Елизаветградский гусарский Её Императорского Высочества Великой Княжны Ольги Николаевны полк — полк Русской императорской армии, шефом которого была Великая княжна Ольга. Сразу же она была зачислена в пятый эскадрон ротмистра П. П. Обуха. Впоследствии один из однополчан Марии, штабс-ротмистр Б. Н. Архипов, вспоминал о первом времени пребывания её в полку: 

Мария Владиславовна недурно ездила верхом по-мужски, но, конечно, никогда не обучалась владению оружием и разведке: значит, с боевой точки зрения была бесполезна. Мало того, постоянное днём и ночью присутствие молодой женщины, переодетой гусаром, очень стесняло офицеров и солдат. Командир полка и не прочь был бы избавиться от такого добровольца, но ему подтвердили, что всё сделано по личному желанию Государя Императора. Пришлось смириться со свершившимся фактом
 Однако вскоре столь скептическое отношение к женщине изменилось. Как вспоминал тот же Архипов: «Следует упомянуть, что за период, проведённый в рядах полка, находясь постоянно в боевых делах, М. В. Михно обучилась всему, что требовалось от строевого гусара, и могла на равных соперничать с мужчинами, отличаясь бесстрашием, особенно в разведке». Свои Георгиевские кресты Мария получила так: в ноябре 1915 года, добровольно вызвавшись проводником к команде разведчиков своей дивизии, ночью она вывела свой отряд в тыл германской роте. Противник был изрублен и пленён. Во время другой разведки Мария, будучи в сопровождении двоих солдат, вышла на немецкую заставу, которая открыла огонь по гусарам. Один из солдат был убит, другой ранен. Сама раненная, Мария сумела под огнём неприятеля вынести из-под огня раненного сослуживца. Следующий случай произошёл в 1916 году в Добрудже, когда Мария уже была унтер-офицером. Эскадрон гусар под командой штабс-ротмистра фон Баумгартена занял одну болгарскую деревню. Въехав на коне в какой-то двор, Мария натолкнулась на болгарского пехотинца. Не растерявшись, она стала кричать на него таким неистовым голосом, что солдат растерялся, бросил винтовку и сдался в плен. Впоследствии он был сконфужен, узнав что его пленила молодая женщина.
В конце 1916 года полк был отведён с фронта на отдых и в конце января 1917 года стоял в Бессарабии. Там его застала Февральская революция.

### Революция и Гражданская война
Елизаветградский полк остался одной из немногих частей Русской армии, который не был затронут разложением. Гусары поддерживали дисциплину, отношения между офицерами и рядовыми оставались в рамках уставов. Однако к концу 1917 года, после Октябрьской революции, служащие полка покинули его расположение, отправившись по домам.
Прибыв в родные края, Мария, обнаружила, что её имение и конный завод были разорены, в городе Пензе толпы грабили магазины, в деревнях — жгли помещичьи усадьбы и убивали людей. Мария организовала «Союз самозащиты» и партизанский отряд из пензенской учащейся молодёжи для защиты частнособственнического имущества в Пензенском уезде. Мемуаристы Роман Гуль и штабс-ротмистр Архипов сообщали о том, что отряд Марии жестоко мстил крестьянам, чьи деревни принимали участие в истреблении помещичьих поместий, сжигая крестьянские избы, однако более поздние исследователи склонны полагать, что отряды Марии так и не закончили стадии формирования и в реальных делах участия не принимали.
Реальным же делом Марии стала переправка из Пензы офицеров в белые армии. Она одна, лишь при помощи старой служанки, укрывала у себя бывших офицеров и, снабдив их документами, отправляла к белым. Это был её первый опыт подпольной работы в тылу большевиков. Тогда же она встретила своего давнего знакомого, офицера 15-го уланского полка, который весной 1918 года стал её вторым мужем, под чьей фамилией и приобрела последующую известность — Г. А. Захарченко — раненым он попал в дом к Марии, пока выздоравливал — они сблизились. Когда деятельность Марии попала в поле зрения большевиков, им обоим пришлось самим бежать к белым. Путь в Добровольческую армию был кружным и очень длинным. Захарченко удалось раздобыть документы персидских подданных. Так, под видом «персов» чета Захарченко совершила путешествие из Москвы через Астрахань на Средний Восток — по одной версии через Месопотамию, оккупированную англичанами, они попали в Армению, совершив морское путешествие через Персидский залив и Суэцкий канал, по другой версии — их путь пролегал через Индию.
В 1919—1920 годах Захарченко стала вольноопределяющейся во ВСЮР, в 15-м уланском полку, командовал которым её муж. Отличалась бесстрашием в боях и жестокостью к пленным, которых предпочитала не брать, за что получила прозвище «бешеная Мария». Осенью 1920 года, похоронив мужа, умершего от заражения крови после тяжёлого ранения, она была тяжело ранена под Каховкой — наступили ранние морозы, и к огнестрельной ране прибавилось обморожение конечностей. После крымской эвакуации Мария оказалась в Галлиполийском лагере.

### Эмиграция. В Боевой организации генерала Кутепова
После Галлиполийского лагеря попала сначала в Королевство Сербов, Хорватов и Словенцев, а затем — в Западную Европу. Вероятно, Мария Захарченко стала одной из первых участников Боевой организации генерала Кутепова, ставившей своей задачей продолжение вооружённой борьбы с большевизмом, в том числе и путём совершения террористических актов на территории СССР.
В октябре 1923 года она совместно со своим соратником — капитаном Г. Н. Радковичем, бывшем лейб-егерем, ставшим её третьим, гражданским, мужем, с которым она сошлась ещё будучи в Галлиполийском лагере — под видом семейной пары по фамилии Шульц, нелегально перешла советско-эстонскую границу и побывала в Петрограде и Москве с секретным заданием генерала Кутепова. Это был её первый подпольный нелегальный визит в Советскую Россию. В последующие годы таких нелегальных посещений и длительных пребываний в СССР будет ещё много.
Захарченко-Шульц стала одной из ключевых фигур в проводимой чекистами операции «Трест» — провокации, призванной дискредитировать и разрушить РОВС и снизить «активизм» Белой эмиграции. Используя супругов «Шульц» вслепую, чекистам длительное время удавалось контролировать и даже направлять деятельность РОВС. Захарченко-Шульц была использована для того, чтобы заманить на советскую территорию английского разведчика Сиднея Рейли.
Однако сдерживать «активизм» боевиков Кутепова и лично Захарченко-Шульц со временем становилось всё трудней и трудней. Несмотря на призывы агентов НКВД, стоявших в руководстве «Треста», отказаться от проведения терактов и «накапливать силы», Захарченко-Шульц стремилась изменить политику РОВСа и лично Кутепова, которого хорошо знала, в сторону проведения активных диверсионных и террористических действий против большевистского руководства. Она предлагала создать Союз Национальных Террористов (СНТ) — организацию, которая бы занялась террором на территории СССР.
В. В. Шульгин, встретившийся с Захарченко-Шульц во время своего тайного посещения Советского Союза в начале 1926 года, так описывал её: 

Я был отдан Марии Владиславовне Захарченко-Шульц и её мужу под специальное покровительство. Муж её был офицер… По её карточкам, снятым в молодости, это была хорошенькая женщина, чтобы не сказать красивая. Я её узнал уже в возрасте увядания, но всё-таки кое-что сохранилось в чертах. Она была немного выше среднего роста, с тонкими чертами лица. Испытала очень много, и лицо её, конечно, носило печать всех испытаний, но женщина была выносливой и энергии совершенно исключительной… она работала «на химии», то есть проявляла, перепечатывала тайную корреспонденцию, которая писалась химическими чернилами… Мне приходилось вести откровенные разговоры с Марией Владиславовной. Однажды она мне сказала: «Я старею. Чувствую, что это последние мои силы. В „Трест“ я вложила всё, если это оборвётся, я жить не буду».
В мае 1927 года, после разоблачения спецоперации «Трест» и ухудшения внешнеполитического положения СССР (разрыв британско-советских отношений и ожиданий начала новой войны), РОВС принял решение перейти к активным действиям — организовать акты террора на советской территории. В СССР нелегально перешли несколько террористических групп. Одну из них, направлявшуюся в Москву, возглавляла Захарченко-Шульц.

### Гибель
В ночь с 3 на 4 июня 1927 года её группа, в составе Ю. С. Петерса (настоящая фамилия Вознесенский) и А. О. Опперпута, совершила неудачный поджог общежития чекистов на Малой Лубянке, дом 3/6. Попытка закончилась провалом — террористы были обнаружены охраной ранее, чем всё было подготовлено к диверсии. Привести в действие фугас не удалось, взорваться успела только одна мелинитовая шашка, что вызвало пожар, который был легко потушен. Террористы, разделившись (Захарченко-Шульц шла с Петерсом, Опперпут уходил отдельно), попытались уйти за границу через западную границу, но ОГПУ уже подняло тревогу. Для прочёсывания лесов вдоль границы и в прилегающих к ней районах были подняты по тревоге части НКВД, Красной армии и мобилизовано гражданское население. Были перекрыты все дороги и организованы облавы. Захарченко-Шульц и Петерс были настигнуты у железнодорожной станции Дретунь, Московско-Белорусско-Балтийской железной дороги, на перегоне Невель — Полоцк, в Полоцком уезде Витебской губернии, в 25 километрах от Полоцка. Вблизи станции Дретунь, в хвойном лесу располагалось село Ситно, где были полигоны и военные лагеря Красной армии. Погибла 23 июня (по другим данным 18 июня) 1927 года в перестрелке с сотрудниками ОГПУ у станции Дретунь. Как сообщал один из очевидцев смерти Захарченко-Шульц, красноармеец, присутствовавший в тот момент на стрельбище: 

На противоположной опушке леса, в интервале между мишенями, стоят рядом мужчина и женщина, в руках у них по револьверу. Они поднимают револьверы кверху. Женщина обращается к нам, кричит: — За Россию! — и стреляет себе в висок. Мужчина тоже стреляет, но в рот. Оба падают.
…Ещё раз увидел я эту героиню часа через два. В скромном сером платье она лежала прямо на земле у штаба нашего полка. Ниже среднего роста. Средних лет. Шатенка. Мертвенно бледное лицо, заострившийся нос, закрытые глаза. Едва заметное дыхание. В бессознательном состоянии.

## Родственники
В исследовательской и популярной литературе Мария Владиславовна упоминается как племянница А. П. Кутепова. Хотя сам Кутепов называл Марию Дмитриевну и её мужа Радковича «племянниками», историки и исследователи сходятся во мнении, что на самом деле это было всего лишь агентским псевдонимом или прозвищем.
Первый муж Иван Сергеевич Михно (??—1914) — офицер гвардии, участник русско-японской войны. Погиб в первые месяцы Первой мировой войны, будучи в должности начальника команды конных разведчиков.
Второй муж Григорий Александрович Захарченко (1875—1920), штаб-ротмистр. Служил в Персидской бригаде. Полковник 15-го уланского полка. В Добровольческой армии с июня 1919 года в дивизионе 15-го уланского полка. Ранен под Каховкой и умер от ран летом 1920 года.
Третий муж Георгий Николаевич Радкович (1898—1928) (подпольный псевдоним Шульц), участник Боевой организации Кутепова и операции «Трест».

## В культуре
Захарченко-Шульц была одним из персонажей романа советского писателя Л. В. Никулина «Мёртвая зыбь», повествующего о чекисткой операции «Трест». Роль Марии Владиславовны в фильме «Операция „Трест“», поставленном в 1967 году по этому роману, сыграла советская актриса театра Людмила Касаткина.